# Chiesa di San Giorgio Martire (Casaletto Lodigiano)
La chiesa di San Giorgio Martire è la parrocchiale di Casaletto Lodigiano, in provincia e diocesi di Lodi; fa parte del vicariato di Lodi Vecchio-San Martino in Strada.

## Storia
La prima citazione di un luogo di culto a Casaletto risale al 1261 ed è contenuta in un elenco di chiese sottoposte ad una tassa, dal quale si apprende che dipendeva dalla pieve di Salerano sul Lambro.
Nella Descriptio del 1619 si legge che la parrocchiale, inserita nel vicariato di San Zenone, era sede delle confraternite del Santissimo Sacramento, della Dottrina Cristiana e del Rosario e che il numero dei fedeli era pari a 240.
La chiesa di San Giorgio venne ricostruita nel 1700, durante il mandato come parroco di don Marco Bigatti; venne scelto l'orientamento sud-nord, anziché quello più diffuso est-ovest.
Nel 1786 la parrocchia risultava essere compresa nel vicariato di Sant'Angelo Lodigiano, mentre nel 1859 in quello di Lodi Vecchio.
Il tetto della sagrestia venne sopraelevato nel 1947, mentre nel 1959 si procedette al restauro della Via Crucis, mentre tra il 1963 e il 1965 furono eseguite le decorazioni dell'interno della chiesa.
La parrocchiale venne interessata dall'intervento di adeguamento alle norme postconciliari negli anni settanta, mentre tra il 2017 e il 2019 si provvide a risistemare la copertura della struttura.

## Descrizione

### Esterno
La facciata a capanna della chiesa, rivolta a nord e preceduta dal protiro sorretto da colonnine in granito e voltato a vela, presenta centralmente il portale d'ingresso e sopra una finestra ed è scandita da lesene laterali.
Annesso alla parrocchiale è il campanile a base quadrata, suddiviso in più registri da cornici; la cella presenta su ogni lato una monofora a tutto sesto ed è coperta dal tetto a quattro falde.

### Interno
L'interno dell'edificio si compone di un'unica navata, sulla quale si affacciano le cappelle laterali, introdotte da archi a tutto sesto, e le cui pareti sono scandite da paraste sorreggenti la trabeazione modanata e aggettante sopra la quale si imposta la volta a botte; al termine dell'aula si sviluppa il presbiterio, rialzato di alcuni gradini e chiuso dall'abside quadrangolare.